# Myrcia heringeriana
Myrcia heringeriana är en myrtenväxtart som beskrevs av Joáo Rodrigues de Mattos. Myrcia heringeriana ingår i släktet Myrcia och familjen myrtenväxter. Inga underarter finns listade i Catalogue of Life.